# Beware of Mr. Baker
Beware of Mr. Baker (dt.: Hüte dich vor Mr. Baker!) ist ein US-amerikanischer Dokumentarfilm über den britischen Schlagzeuger Ginger Baker.

## Inhalt
Für ein Interview des Journalisten Jay Bulger für die Zeitschrift Rolling Stone erzählt Ginger Baker aus seinem Leben: Seine erste selbstgeklaute Platte war mit dem Drummer Max Roach, der ihn prägte. Phil Seamen brachte ihm afrikanische Trommelmusik und auch Heroin näher. Mit The Graham Bond Organization kamen erste Erfolge. Bei der Band Cream wurde Baker schließlich ein Pionier des Rock-Drummings. Es folgten die Bands Blind Faith und Ginger Baker’s Air Force, diverse Drum-Duelle mit anderen Schlagzeugern und ein sechsjähriger Aufenthalt in Afrika. In Lagos, Nigeria gründete er ein Studio und arbeitete mit Fela Kuti zusammen. Aus chronischem Geldmangel musste er immer wieder neue Musikprojekte starten. Zurückgezogen in Italien wurde er von seiner Frau verlassen. In den 1990er Jahren gelang ihm ein Comeback als Jazz-Drummer, auch ein Cream-Revival brachte ihm Geld ein. Als alter Mann hat er sich schließlich mit seiner neuen Frau und seinen zahlreichen Pferden auf eine Ranch in Südafrika zurückgezogen.
Während der Interviews erweist sich Ginger Baker als extrem starrsinniger und knurriger Gesprächspartner, besonders in jenen Momenten, in denen er auf seine prekäre finanzielle Situation oder auf ehemalige Mitmusiker angesprochen wird, die ihn im Stich gelassen haben. In einer Szene schlägt Ginger Baker dem Filmemacher Jay Bulger vor laufender Kamera mit seinem Gehstock ins Gesicht und die Nase blutig. Danach schreien sich Baker und Bulger, der von dem berühmten Schlagzeuger verlangt, sich für den Stockschlag zu entschuldigen, gegenseitig an. Hinterher muss Filmemacher Jay Bulger dennoch über die unberechenbare Impulsivität von Ginger Baker lachen.
Im Film kommen weitere Musiker, Veranstalter und Familienmitglieder zu Wort.

## Erfolg
Der Film hatte seine Uraufführung beim US-Filmfestival South by Southwest und wurde dort mit dem Preis für den besten Dokumentarfilm ausgezeichnet.